# Stanislas Dehaene
Stanislas Dehaene (Roubaix, 12 de maio de 1965)) é um neurocientista francês, professor do Collège de France e diretor da Unidade de Neuroimagem Cognitiva do INSERM.  Ele atua em diversas linhas de pesquisa, em especial cognição numérica, as bases neurais da leitura e os correlatos neurais da consciência.  Dehaene foi um dos dez cientistas premiados com o Centennial Fellowship da James S. McDonnell Foundation em 1999 pelo seu trabalho sobre "Neurociência Cognitiva das Habilidades Numéricas". Em 2003, juntamente com Denis Le Bihan, Dehaene recebeu o Grande Prêmio Científico Louis D. do Institut de France.

## Formação
Dehaene começou sua carreira como matemático, graduando-se em matemática na Escola Normal Superior de Paris entre os anos de 1984 e 1989.  Obteve um mestrado em matemática aplicada e ciências da computação em 1985 na Universidade Pierre e Marie Curie. Inspirado após sua leitura do livro L'Homme neuronal (O homem neuronal: A biologia da mente) do notável neurocientista francês Jean-Pierre Changeux, Dehaene mudou de área e passou a desenvolver pesquisas em neurociência e psicologia, inicialmente colaborando com Changeux no desenvolvimento de modelos computacionais de redes neurais da cognição humana, colaboração que se mantém ativa. Dehaene realizou seu doutorado em Psicologia experimental sob a orientação de Jacques Mehler na École des Hautes Études en Sciences Sociales (EHESS), defendendo sua tese em 1989. Após receber o título de doutor, Dehaene passou a trabalhar como pesquisador no INSERM, no Laboratório de Ciências Cognitivas e Psicolinguística (Laboratoire de Sciences Cognitives et Psycholinguistique), dirigido por Mehler. Durante os anos de 1992 e 1994, Dehaene fez um estágio pós-doutoral no Instituto de Ciências Cognitivas e Tomada de Decisão (Institute of Cognitive and Decision Sciences) dirigido por Michael Posner da Universidade de Oregon. Após seu retorno para a França, Dehaene passou a coordenar seu próprio grupo de pesquisa, o qual atualmente inclui cerca de 30 estudantes de pós-graduação, pós-doutorado e pesquisadores. Em 2005, Dehaene foi eleito para a nova cátedra de Psicologia Experimental e Cognitiva do Collège de France.

## Especialidades

### Cognição Numérica
Dehaene é mais conhecido por seu trabalho em cognição numérica, uma disciplina que ele popularizou e sintetizou com a publicação em 1997 do seu livro O Senso Numérico (La Bosse des maths), com o qual foi premiado com o Prix Jean Rostand de melhor livro de divulgação científica em língua francesa. Dehaene começou seus estudos sobre cognição numérica com Jacques Mehler, examinando a frequência de palavras numéricas entre diversas línguas, a natureza analógica da representação numérica e as inter-relações entre número e espaço. Juntamente com Changeux, ele desenvolveu um modelo computacional da percepção e representação numérica, o qual previa a existência de neurônios especificamente dedicados a processar informações numéricas com curvas de ativação de natureza log-gaussiana, previsão que já foi empiricamente confirmada com a utilização de métodos eletrofisiológicos de registro unicelular em macacos. Através de uma colaboração que já se estende há anos com Laurent Cohen, neurologista do Pitié-Salpêtrière Hospital em Paris, Dehaene identificou pacientes com lesões em diversas regiões do lobo parietal que apresentavam déficits em operações de multiplicação, mas preservação das habilidades de subtração (associados a lesões no lobo parietal inferior) e outros com preservação das habilidades de multiplicação, mas déficits na subtração (associada a lesões no sulco intraparietal). Essa dupla dissociação sugeriu a existência de diferentes substratos neurais para o processamento de cálculos aritméticos extensivamente treinados e linguisticamente mediados, como a multiplicação, processada pelas regiões do lobo parietal inferior, e cálculos computados online, como a subtração, processada pelas regiões do sulco intraparietal. Logo em seguida, Dehaene começou a realizar estudos de EEG e neuroimagem funcional das habilidades numéricas, os quais demonstraram os mecanismos neurocognitivos subjascentes ao processamento numérico. Juntamente com Pierre Pica e Elizabeth Spelke, Dehaene estuda as habilidades numéricas dos Mundurucus (grupo indígena que vive no estado do Pará, Brasil) e que, apesar de não terem palavras para designar números exatos maiores do que 5, são capazes de realizar julgamentos numéricos e cálculos  aproximativos.

### Consciência
Dehaene subsequentemente direcionou sua linha de pesquisa para estudar os correlatos neurais da consciência, levando a publicação de uma série de artigos científicos e a edição de do livro "A Neurociência Cognitiva da Consciência" ("The Cognitive Neuroscience of Consciousness"). Ele desenvolveu modelos computacionas da consciência, baseados na Global Workspace Theory de Bernard Baars, a qual sugere que apenas algumas partes das informações podem ganhar acesso no espaço neural global. Para explorar as bases neurais do espaço neural global, Dehaene conduziu experimentos de ressonância magnética funcional utilizando o método de masking e attentional blink, os quais mostraram que as informações que atingem percepção consciente levam a um aumento da ativação da circuitaria neural envolvendo regiões do lobo parietal e frontal.

### As bases neurais da leitura
Dehaene utiliza imageamento cerebral para estudar o processamento da linguagem em indivíduos monolíngues e bilíngues em colaboração com Laurent Conhen. Eles iniciamente se concentraram em investigar a contribuição das regiões cerebrais da via ventral do reconhecimento visual de palavras, em particular no papel da lateralização à esquerda do córtex temporal inferior na leitura de palavras. Seus estudos identificaram uma região que eles chamaram de "área visual da palavra" ("visual word form area", VWFM), que é sistematicamente ativada durante a leitura. Eles também mostraram que a ablação dessa área em pacientes que passaram por cirurgia para tratar formas graves de epilepsia prejudica severamente as habilidades de leitura. Dehaene, Cohen e seus colaboradores demonstraram subsequentemente que, ao invés de ser uma área isolada, a "área visual da palavra" é o estágio hierárquico final da extração de informações visuais no reconhecimento de letras e palavras. Mais recentemente, eles começaram a investigar como a leitura depende de um processo chamado "reciclagem neural", que faz com que circuitos cerebrais originalmente selecionados durante a evolução para processar o reconhecimento de objetos passam a processar letras, pares de letras e palavras frequêntes. Essa hipóteses foram recentemente demonstradas em um estudo que investigou a resposta cerebral de um grupo de adultos iliterados em tarefas de leitura .